# Fedora (hoed)

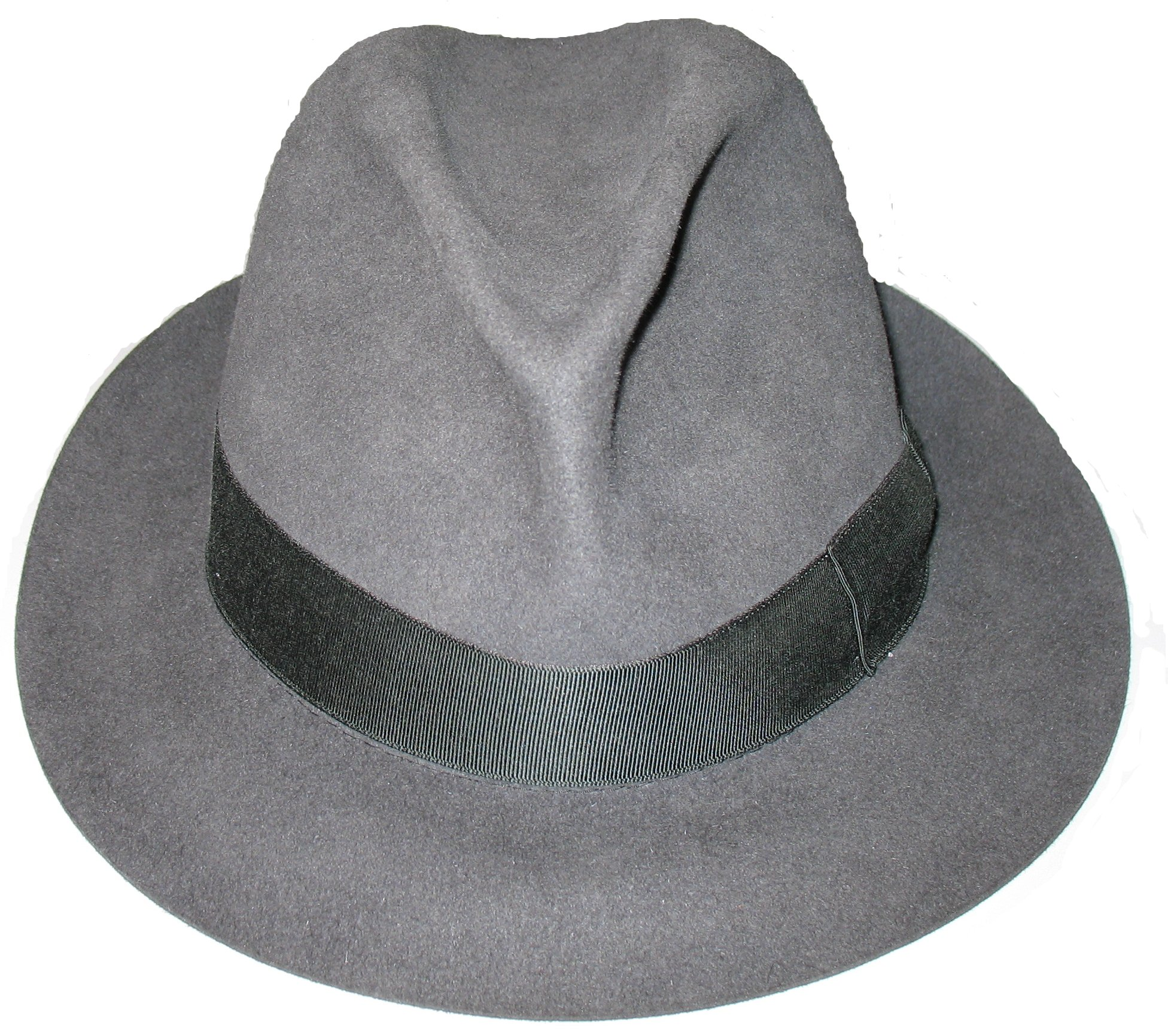
Fedora van Borsalino

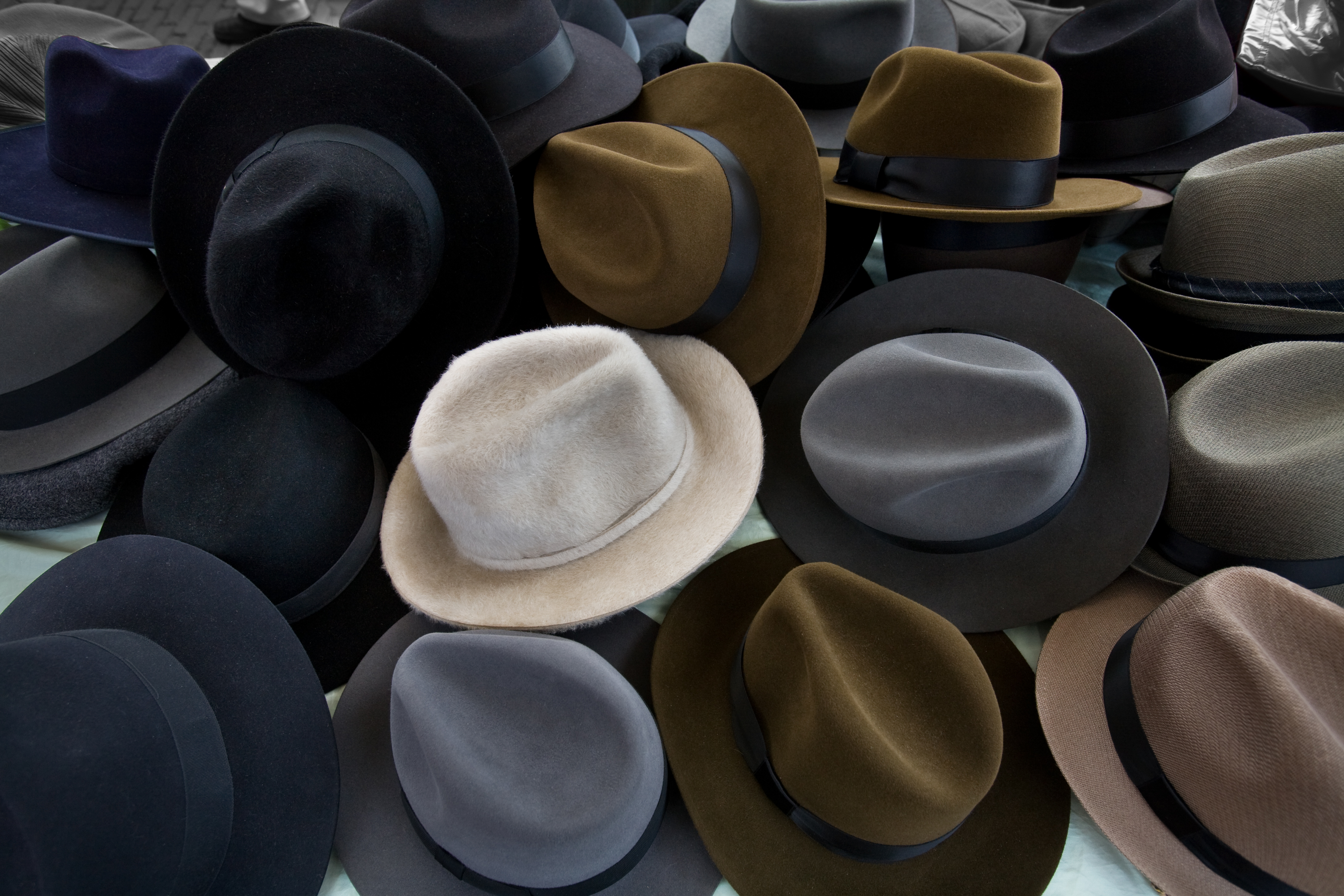
Fedora's van verschillend materiaal en met verschillende deuken

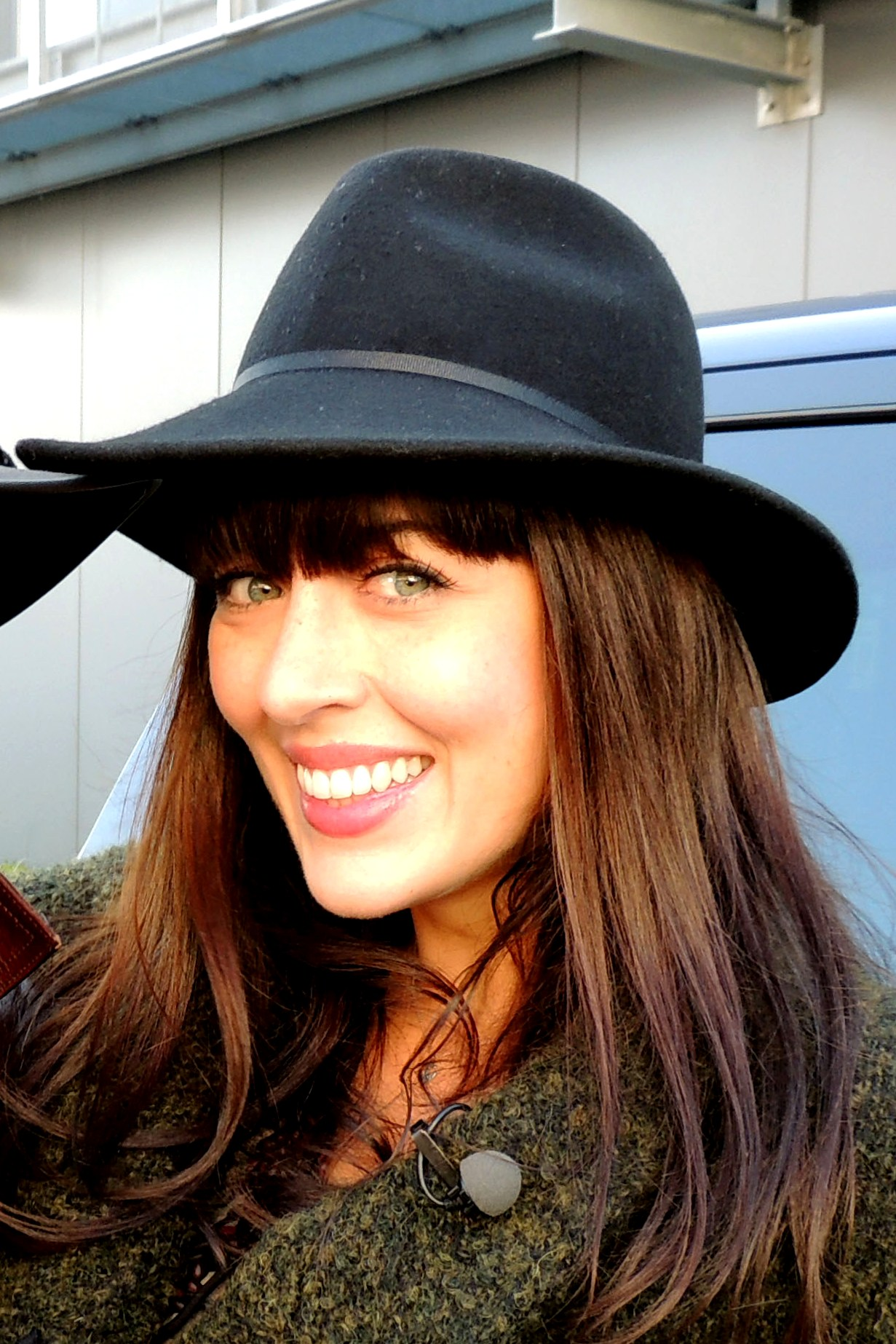
Zangeres Nolwenn Leroy met Fedora

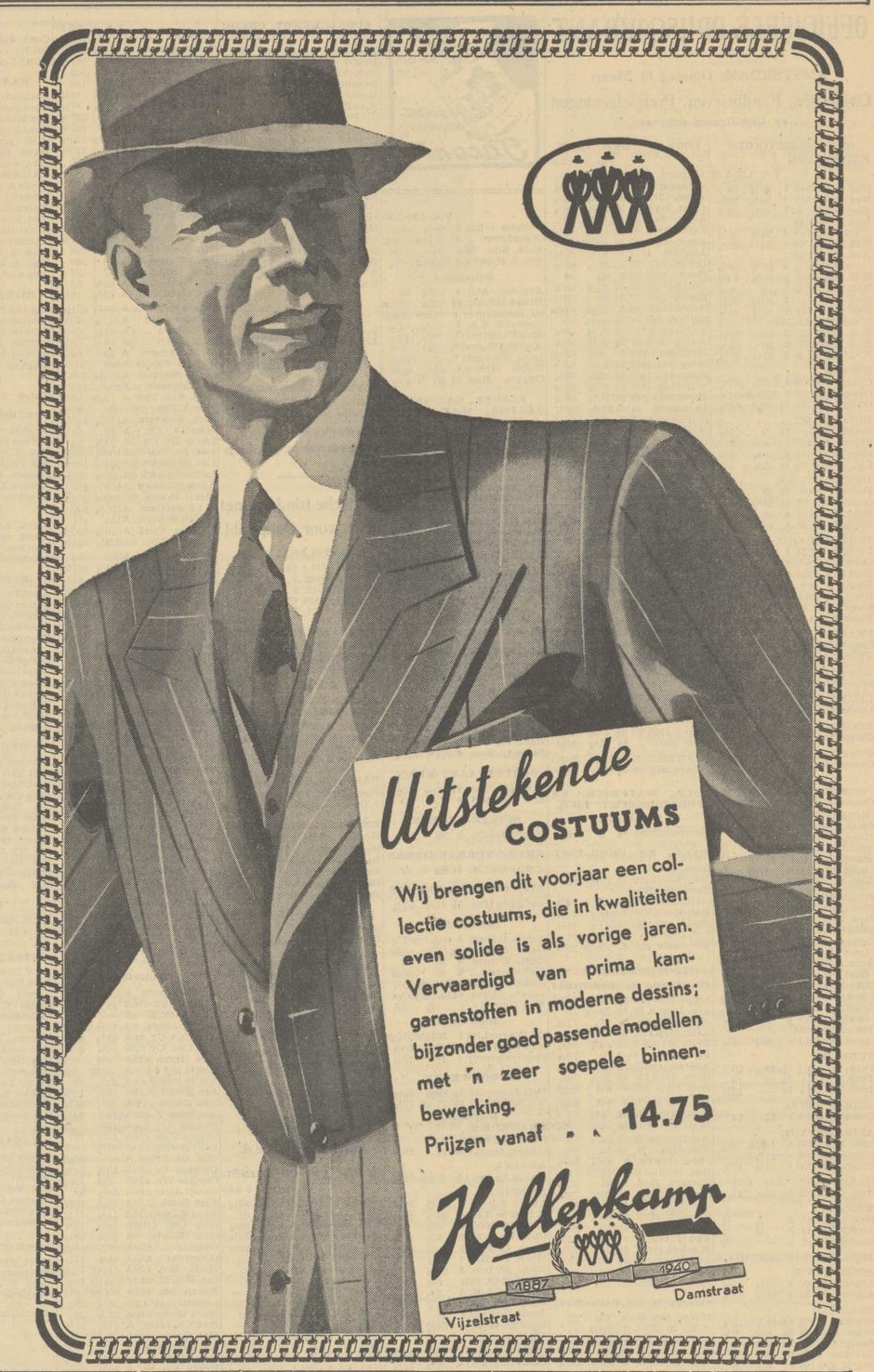
Advertentie uit 1940 voor herenmode met Fedora in het Algemeen Handelsblad

Een Fedora (uitspraak: fedora) is een type deukhoed. Karakteristieken zijn de druppelvormige deuk in de kroon en de twee knepen aan de voorkant, die maken dat de kroon enigszins achterover helt. De hoed was met name in de eerste helft van de 20ste eeuw populair als vast onderdeel van mannenkleding.

## Kenmerken
Kenmerkend voor de Fedora is de typische deuk in de kroon, die meestal de vorm van een druppel heeft, hoewel ook ruitvormige of rechte middendeuken voorkomen. In combinatie met de twee knepen vooraan zorgt dit voor de zo karakteristieke puntvorm aan de voorkant van de kroon. De kroon is gemiddeld genomen 10 – 15cm hoog, de hoedrand is 5 – 10cm breed. De druppelvormige deuk zorgt ervoor dat de kroon niet meer rechtop staat, maar iets naar achteren helt. Vaak is de hoedrand aan de voorkant iets naar beneden genegen (snapped down) en aan de achterkant iets omhoog (snapped up). Samen met de hellende kroon geeft dit de hoed een vlot uiterlijk.
De rand kan onafgewerkt zijn of afgewerkt zijn met een bies of met een of meerdere rijen siersteken. Ook kan de rand lichtjes omhoog gekruld zijn. Handgemaakte Fedora's kunnen een 'Cavanagh-rand' hebben, een verdikte rand van stevig vilt. Rond de kroon zit een hoedband, meestal gemaakt van grosgrain (ripsband), in dezelfde of juist een contrasterende kleur. Als decoratie worden soms kleine veren achter de hoedband geplaatst, wat de hoed een meer landelijke uitstraling geeft. Fedora's kunnen gevoerd of ongevoerd zijn, en hebben aan de binnenkant van de kroon, daar waar de hoed het hoofd raakt, een zweetband van leer of stof. De hoed kan worden voorzien van een kinband, maar dit is niet heel gebruikelijk.
Fedora's kunnen worden gemaakt van wol, kasjmier of van konijnen- of bevervilt. Deze viltsoorten kunnen gemengd worden met vilt van nerts- of chinchillahaar of (al is dat zeldzaam) met vilt van mohair of vicuña- en guanacohaar. Fedora's worden ook gemaakt van stro, gesteven katoen, gewaxt of geolied katoen, hennep, linnen of leer.
Een bijzondere variant is de oprolbare, opvouwbare of in elkaar gedrukte Fedora. Deze hoeden hebben een zogenaamde 'open kroon', dat wil zeggen een kroon zonder deuken en knepen, dus niet voorgevormd. Na het uitvouwen van de hoed kan de drager de kroon zelf naar believen vormgeven.
Er bestaan ook speciale Fedora's die een 'geventileerde kroon' hebben, met openingen of delen van luchtdoorlatende stof voor een betere luchtcirculatie.
Fedora's lijken op Trilby's, maar Trilby's hebben een duidelijk lagere kroon en een smallere rand, die sterker gebogen is.

## Geschiedenis
Eind 19e eeuw werd het model van de Fedora populair, als semi-formele tegenhanger van de formele hoge hoed, en tevens vlotter model naast de (eveneens semi-formele) Britse bolhoed. De Fedora lijkt qua uiterlijk enigszins op de van oorsprong Duitse Homburg, die was ontstaan als onderdeel van het jachtkostuum.
De hoed ontleent zijn naam aan het toneelstuk 'Fédora' uit 1882 van toneelschrijver Victorien Sardou, dat werd geschreven voor de actrice Sarah Bernhardt, die de titelrol van prinses Fédora Romanov speelde. Tijdens het stuk droeg Bernhardt een vilten hoed met een middendeuk en een zachte rand. De hoed was als snel een gewild mode-item onder vrouwen, en de vrouwenrechtenbeweging in de Verenigde Staten (waar het stuk in 1889 voor het eerst was gespeeld door Bernhardt) adopteerde hem als symbool voor hun strijd voor gelijke rechten.
Pas in de jaren 20 van de 20ste eeuw wordt de hoed ook populair onder mannen, met name toen de Britse prins Edward (de latere Hertog van Windsor) ze vanaf 1924 begon te dragen. De hoed werd, als vervanging van zowel de bolhoed, hoge hoeden als platte petten, populair onder mannen van alle standen.
In Amerika werd de Fedora tevens vast onderdeel van de dagelijkse mannenkleding van de orthodox-joodse Harediemgemeenschap.
In de VS wordt de hoed vaak geassocieerd met de Drooglegging in de jaren 20, en als gevolg daarvan de opkomst van de maffia. De Fedora's werden door zowel de gangsters als hun bestrijders (zoals FBI-baas John Edgar Hoover) gedragen. In de jaren 40 en 50 maakte het genre van de film noir Fedora-hoeden nog populairder, wat duurde tot eind jaren vijftig. In de jaren 60 werd de Fedora minder populair vanwege de lage daken van Amerikaanse auto's, terwijl men met een Trilby op nog wel achter het stuur kon zitten. Bovendien werd informele kleding steeds gangbaarder, en verdwenen hoeden uit het modebeeld.
Amerikaanse Fedora's onderscheidden zich van de Britse doordat vanaf de jaren 40 de rand breder werd, terwijl de Britten een smallere rand behielden. Naast de traditionele kleuren bruin, grijs en zwart werden (onder invloed van de Tweede Wereldoorlog) ook meer 'militaire' kleuren zoals khaki, blauw en groen toegepast. Bekende hoedenfabrikanten van de Fedora waren (en zijn) Borsalino en Stetson.

## Populariteit

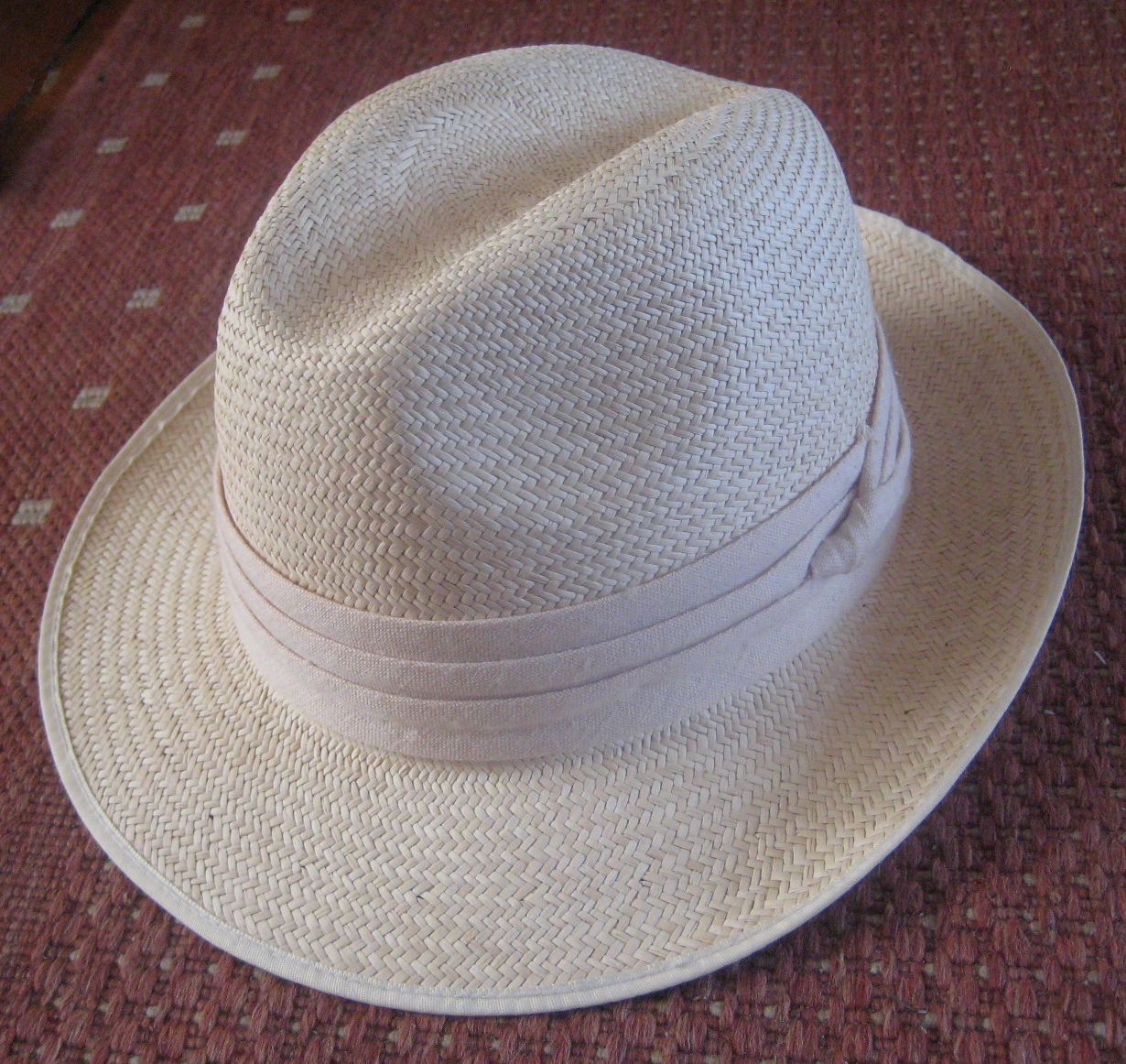
Een Panamahoed van stro, in het model van een Fedora.

Zowel Fedora's als Trilby's waren geliefd vanwege hun stijl en hun bruikbaarheid. Ze belemmerden het zicht niet tijdens het autorijden en waren niet zo hoog als hoge hoeden, zodat ze in het openbaar vervoer konden worden gedragen. Ze konden ook eenvoudig worden opgeborgen door ze op te vouwen, zonder hun vorm te verliezen. De belangrijkste reden voor de constante terugkeer van de Fedora in het modebeeld kan echter worden gevonden in de beeldvorming door de media. In de jaren 40 en 50 verschenen veel Hollywoodfilms waarin de Fedora als icoon van 'mannelijkheid en mysterie' werd neergezet, gedragen door sterren als Humphrey Bogart en Cary Grant. Ook Frank Sinatra was een enthousiast drager, zowel in de film als op het podium. In de jaren 80 was het Harrison Ford in zijn rol als Indiana Jones die als avonturier de heropleving van de Fedora op het witte doek bracht. Popster Michael Jackson stond bekend om zowel de zwarte als witte Fedora's die hij droeg, en ook Justin Timberlake en Britney Spears droegen de hoed tijdens optredens.
De Fedora beleefde daardoor meerdere keren een terugkeer, zowel midden jaren 70 als in de jaren 80, en in de jaren 2000, tevens in materialen en kleuren voor vrouwen.

## Galerij

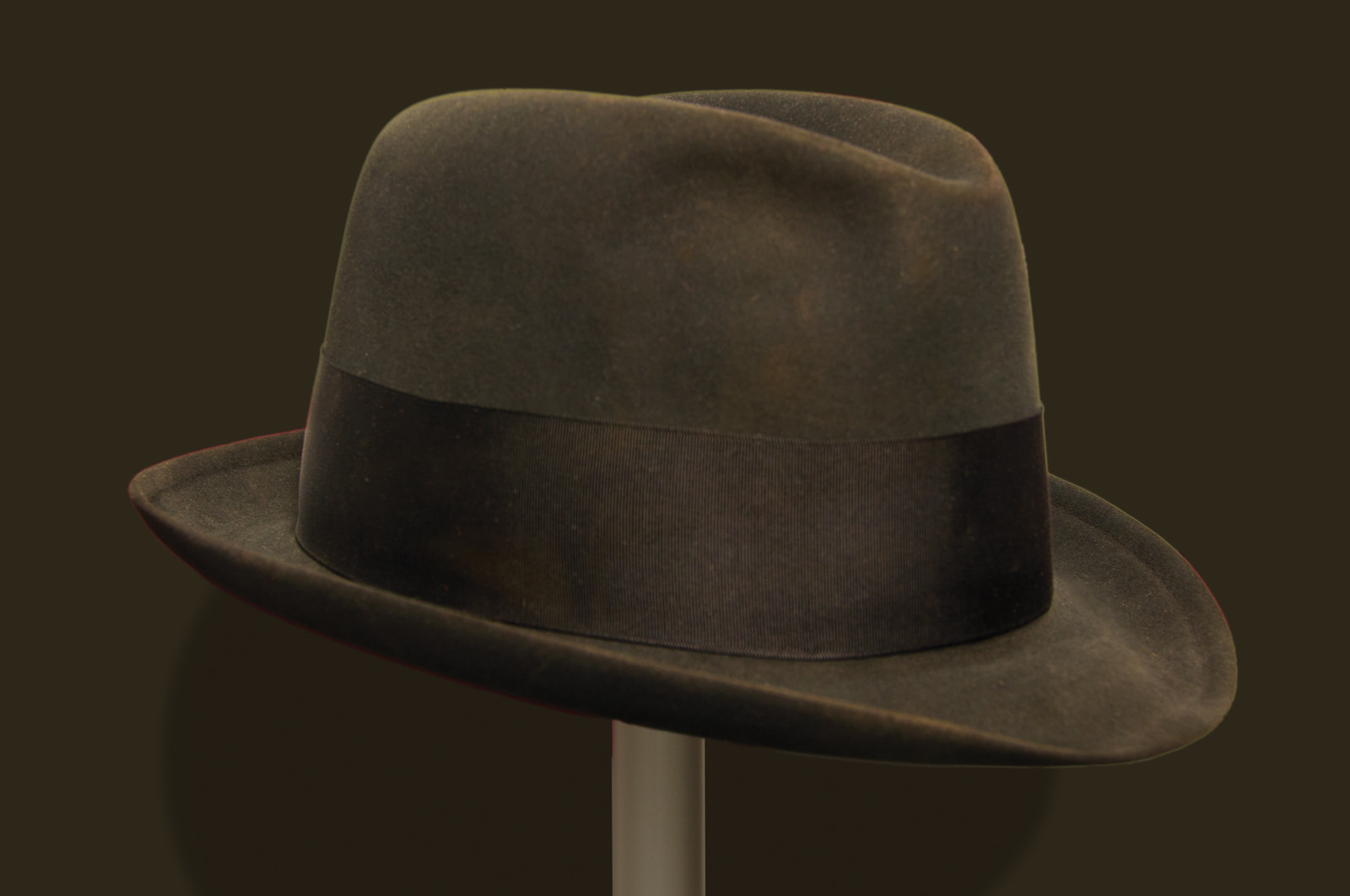
De Fedora van J. Edgar Hoover
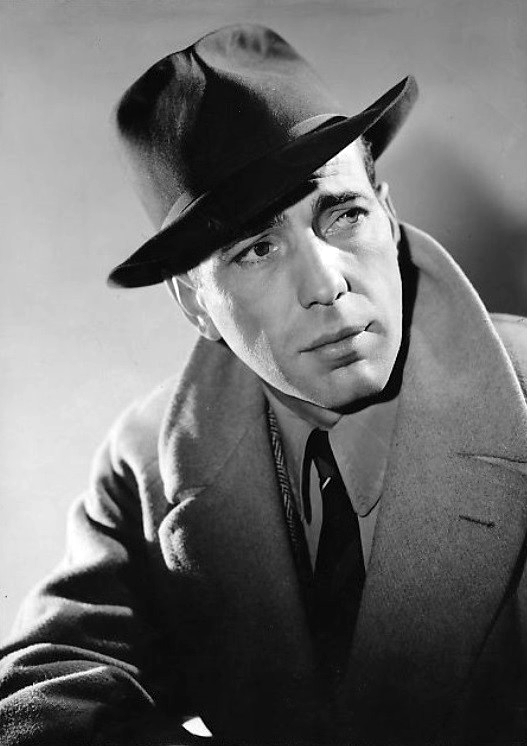
Humphrey Bogart met Fedora, 1940
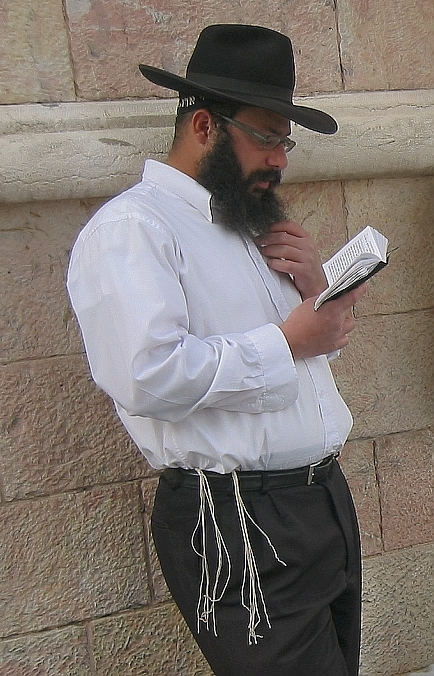
Orthodox-joodse man met Fedora
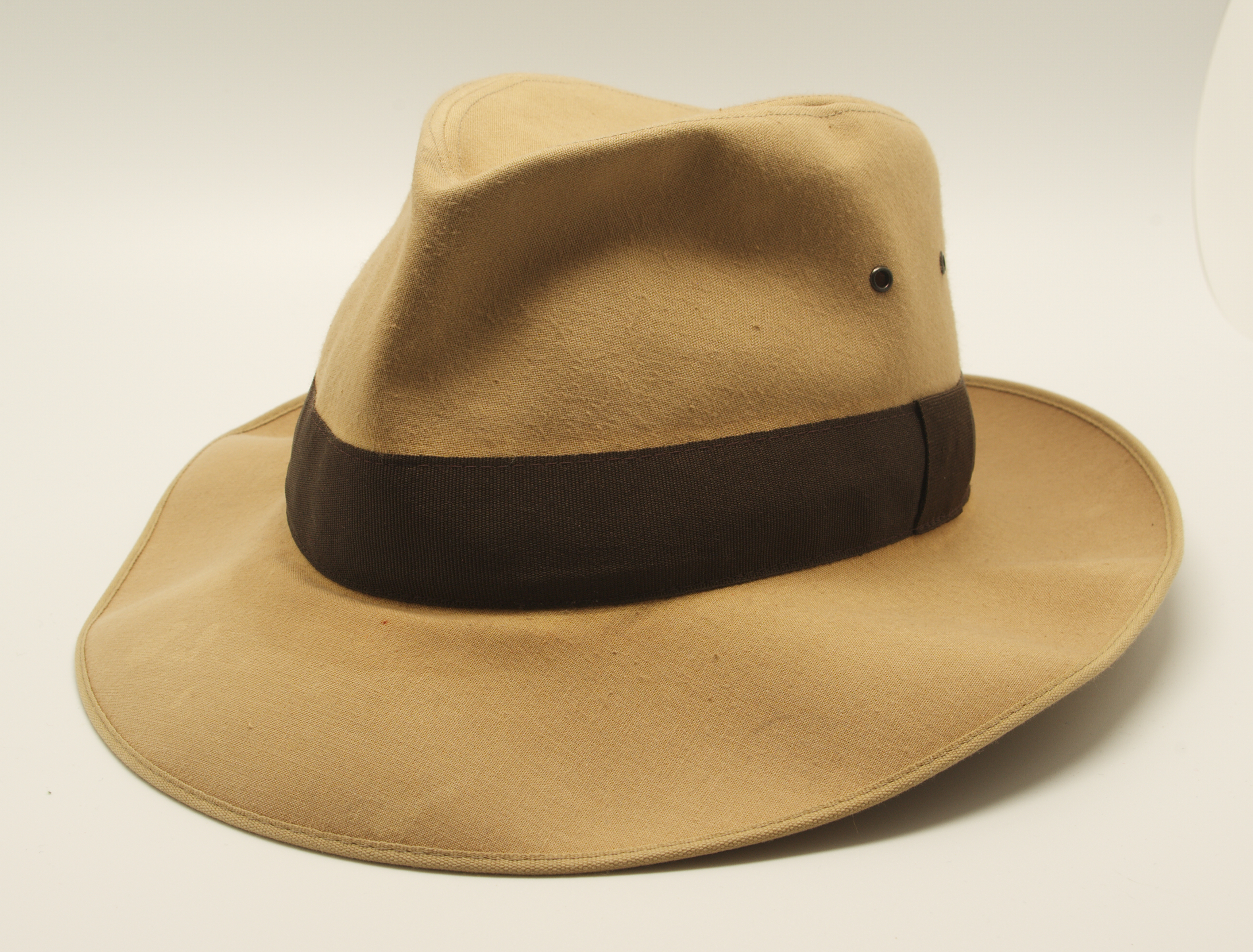
Fedora, type 'Indiana Jones'
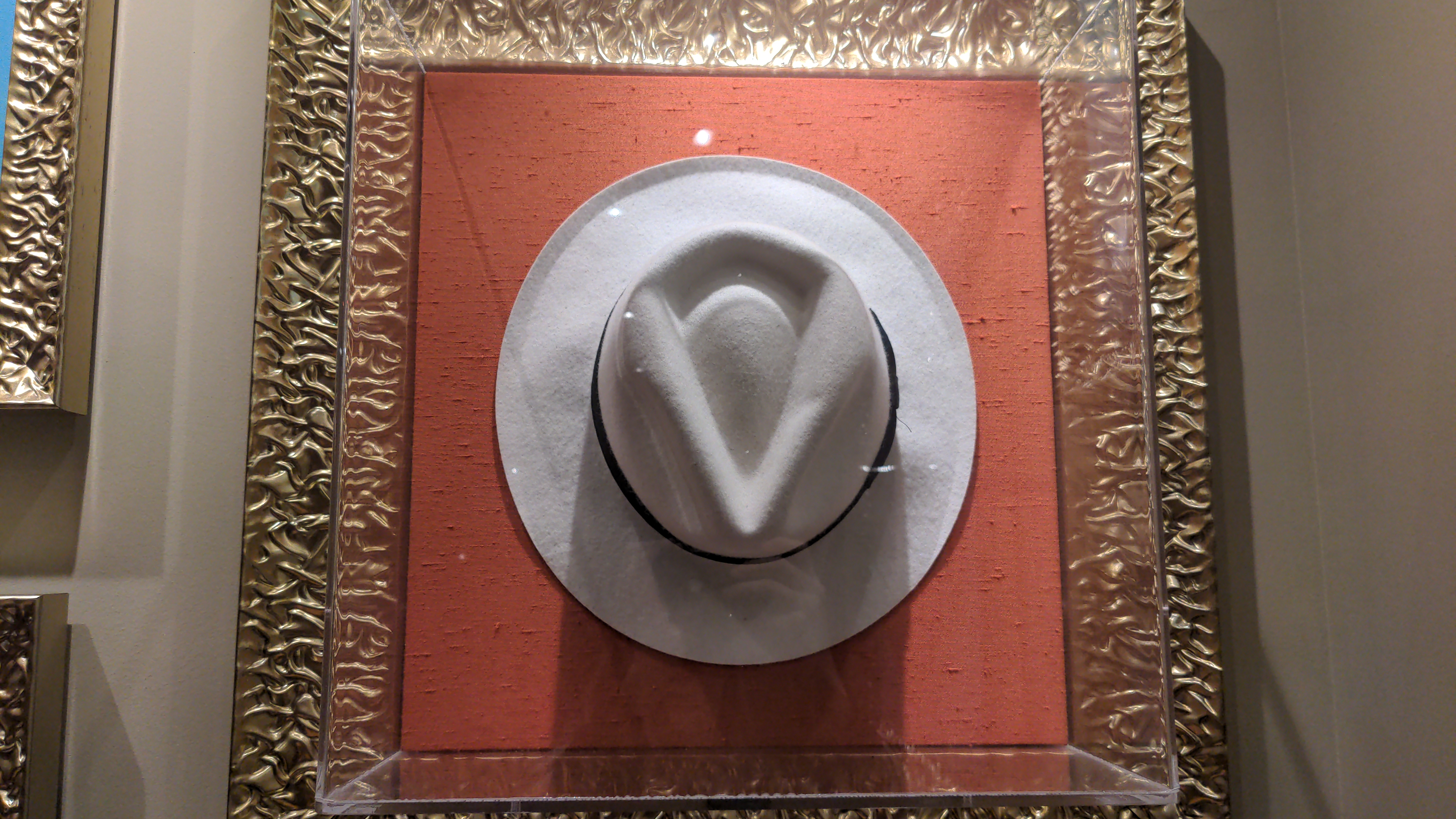
De witte Fedora (met ruitvormige deuk) van Michael Jackson